# Flieger-Flab-Museum
Das Flieger-Flab-Museum, hervorgegangen aus dem 1978 eröffneten Museum der schweizerischen Fliegertruppen, befindet sich auf dem Gelände des Militärflugplatzes Dübendorf in Dübendorf im Kanton Zürich. Die Sammlung widmet sich der Geschichte der Schweizer Militärfliegerei und der Fliegerabwehr.

## Geschichte

### Vorgeschichte
Lange Jahre waren ausgemusterte Flugzeuge der Flugwaffe aus Platzgründen verschrottet worden, wobei allenfalls einige Einzelteile wie Motoren, Instrumente, Waffen sowie Propeller aufbewahrt wurden. Auch von den in der Schweiz gelandeten ausländischen Flugzeuge des Zweiten Weltkriegs waren Teile, vor allem Motoren, bei verschiedenen Dienststellen aufbewahrt worden. Ganze Flugzeuge blieben aber bis 1965 meist nicht erhalten.
Schon während des Zweiten Weltkriegs wurde im Schloss Schadau jedoch ein Depot errichtet, in welchem geschichtsträchtiges Material für ein allfälliges, aber nie realisiertes Armeemuseum gesammelt wurde. Nach dem Krieg kam ein Teil des von der Direktion der Militärflugplätze gelieferten Materials wieder in deren Betriebe zurück, während ein anderer Teil in verschiedene Zeughäuser gelangte. Der Hallenmeister in Dübendorf bemühte sich um Raum, ein Teil der Motoren ging zudem zur Sammlung des Technorama-Vereins nach Oberwinterthur sowie an das Maschinenlaboratorium der Eidgenössischen Technischen Hochschule Zürich.
Im Jahr 1970 gab die Abteilung für Militärflugplätze einen für ein ziviles Museum geeigneten Teil des Materials an das Verkehrshaus in Luzern ab, als Beitrag für die dortige neu eröffnete Luftfahrthalle. Auch Flugzeuge gingen als Leihgabe nach Luzern. Zu diesem Anlass entschied der nunmehrige Direktor des Eidgenössischen Amtes für Militärflugplätze, Hans Giger, das über viele Örtlichkeiten verteilte Material zusammenzuführen und liess einen vom Platzdienst genutzten Erst-Weltkriegs-Hangar auf dem Flugplatz Dübendorf räumen, um vorhandenes Material einzulagern. Dieser Hangar 13 war 1972 Schauplatz einer ersten internen Führung.
In den Jahren 1972 bis 1978 erfolgte der eigentliche Aufbau der Sammlung durch Mitarbeiter des Amtes für Militärflugplätze sowie dessen Direktor von 1969 bis 1979, Hans Giger. Nach einigen Schwierigkeiten kamen die Motoren aus dem Zeughaus Lyss, sowie weitere aus dem Technorama, nach Dübendorf zurück. Der zweite der drei Erst-Weltkriegs-Hangare, Hangar 14, wurde nun auch belegt. Während dieser Jahre kam es zu gelegentlichen Führungen.

### Eröffnung eines öffentlichen Museums
Nachdem er mehrmals bei Vorgesetzten keine Unterstützung gefunden hatte, wandte sich Giger unter Umgehung des Dienstweges direkt an den Vorsteher des Eidgenössischen Militärdepartementes, Bundesrat Rudolf Gnägi. Unter der Auflage von Freiwilligenarbeit zur Führung des Museums und der Abführung der Einnahmen in die Bundeskasse, war dieser spontan einverstanden. Ab 9. Juni 1978 konnte die Ausstellung einen Sommer lang von der Öffentlichkeit besichtigt werden. Ein Jahr nach der ersten Eröffnung waren die alten, undichten Hangars in einem neuerlichen Effort museumstauglich gemacht worden und wieder zugänglich. Ein weiterer Hangar (Nummer 11) war dazu gekommen, sowie der grosse Radom, der auf der Seite von Wangen in der Nähe des Flugplatzes gedient hatte.
Edgar Oehler und Hans Giger, der kurz vor seiner Pensionierung stand, erreichten, dass der Eigentümer der Flug- und Fahrzeugwerke Altenrhein, Claudio Caroni, sich bereit erklärte, dem Museum einen Prototyp des Schweizer Eigenbau-Jetflugzeugs P-16 zu überlassen. Weil es das zweite Exemplar nicht wie vorgesehen ins Verkehrshaus der Schweiz schaffte, blieb die am 8. August 1980 In Dübendorf übergebene Maschine die nunmehr einzige Erhaltene des Typs. Hans Giger setzte sich auch nach seiner Pensionierung auf privater Basis für den Nachbau historischer Flugzeuge ein; er gewann in Interlaken und Buochs weitere pensionierte Mitarbeiter der Abteilung für Militärflugplätze für solche Nachbauten. In je nach Quelle über 45'500 bis 60'000 Arbeitsstunden entstanden Nachbauten bis zum Zeitpunkt, als Teile der der Werkstätten ab 1998 geschlossen wurden, als beim Nachbau der DH-1 das Durchschnittsalter der Mitarbeiter 84 Jahre erreicht hatte. Schon 2001 war befürchtet worden, dass das Projekt des Flugzeugs DH-3 gar nicht fertig würde, während später noch Hoffnung zur Fertigstellung bestand.
Um den Betrieb unabhängig vom Bund fort führen zu können, regte Giger die Gründung eines privaten Trägervereins an, welcher 1979 als Verein der Freunde des Museums der schweizerischen Fliegertruppen (VFMF) gegründet wurde.
Während der VFMF-Präsidentschaft von Alt-Bundesrat Rudolf Friedrich in den Jahren 1985 bis 1988 baute der Verein eine neue Ausstellungshalle mit Hilfe von Spendengeldern. Dieser Erweiterungsbau, ein Beton-Schalentragwerk des Ingenieurs Heinz Isler, wurde im Jahre 1988 vom damaligen Bundesrat Arnold Koller eingeweiht. Die Leihgaben im Verkehrshaus Luzern und weitere eingelagerte Flugzeuge fanden nun Platz im Museum. Ein Jahr zuvor hatte der Bund die wirtschaftliche Verantwortung für den Betrieb des Museums übernommen. Zehn Jahre später (1997) schlossen sich der VFMF und der Verein der Freunde der Flab (VF-Flab) zum Verein der Freunde der schweizerischen Luftwaffe VFL zusammen. Im Jahre 2002 wurde eine zweite Halle an der Stelle der kleinen alten Erst-Weltkriegs-Hangars eröffnet.

## Museum
Im Museum können Flugzeuge und Hubschrauber, diverse Hilfsgeräte, sowie die Mittel der Flugabwehr besichtigt werden. Es lassen sich sieben Themenbereiche des Museums umgrenzen:
- Pionierzeit und Erster Weltkrieg
- 1930er Jahre
- Zweiter Weltkrieg und Nachkriegszeit
- Beginn des Düsenzeitalters
- Entwicklung der Düsenjäger
- Kalter Krieg
- Rüstungsabbau
- Motorensammlung

## Exponate
- ALR Piranha Windkanalmodell
- Northrop F-5E Patrouille Suisse
- Northrop F-5E
- Northrop F-5F
- Pilatus PC-7 Turbo Trainer
- Pilatus PC-9
- ADS-95 Ranger
- Hiller UH-12B
- Sud-Ouest Djinn
- Alouette II
- Alouette III

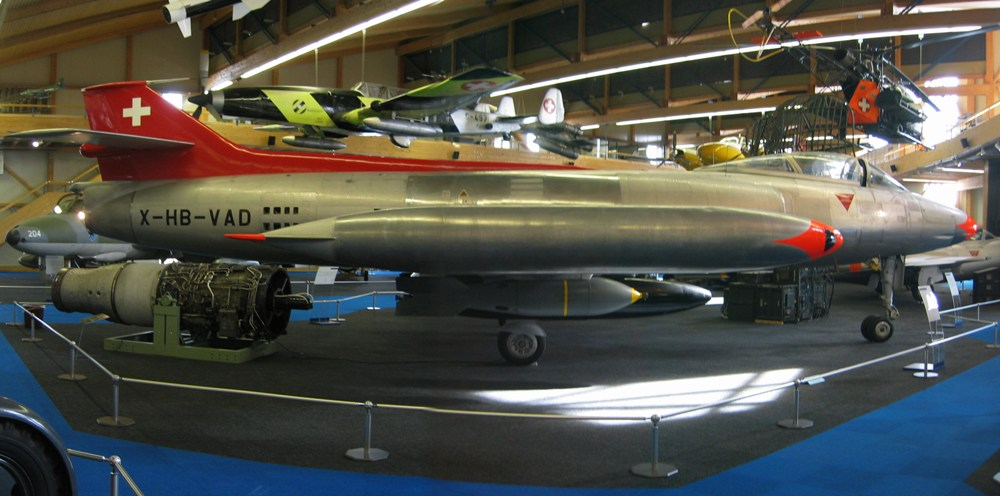
FFA P-16 Mk III im Museum

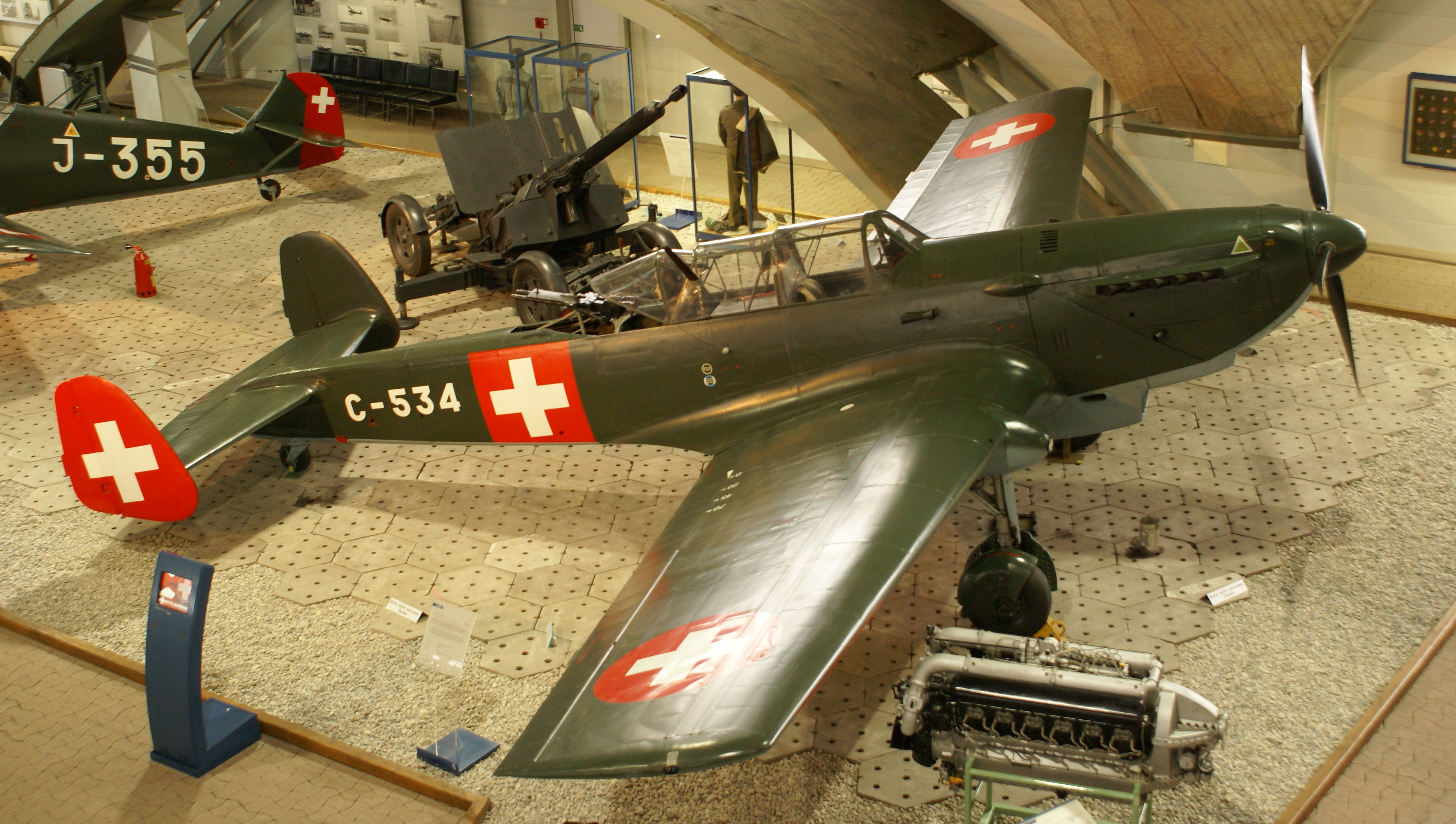
Swiss Air Force C-3603-1

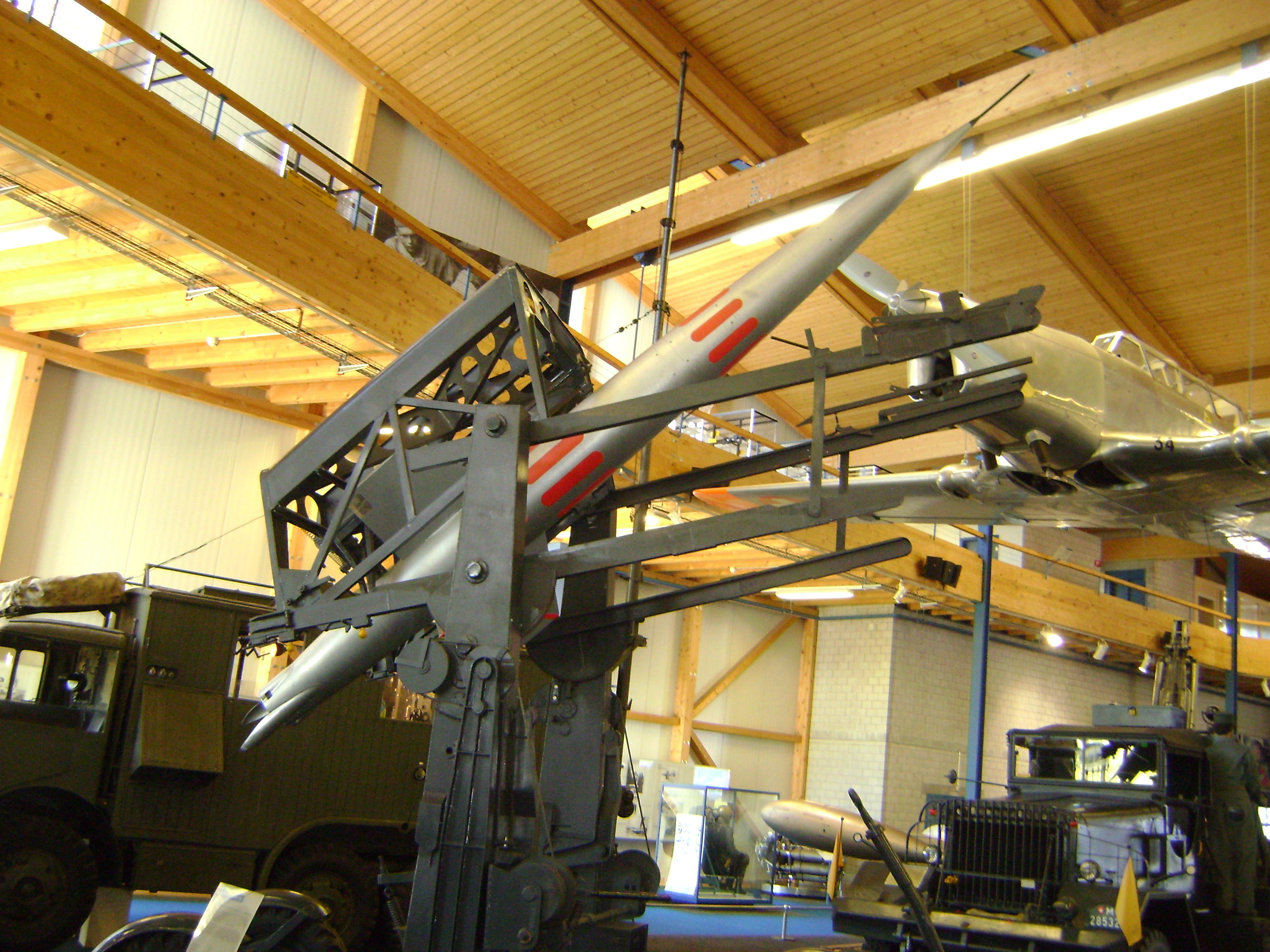
RSA-Lenkwaffe in Startlafette

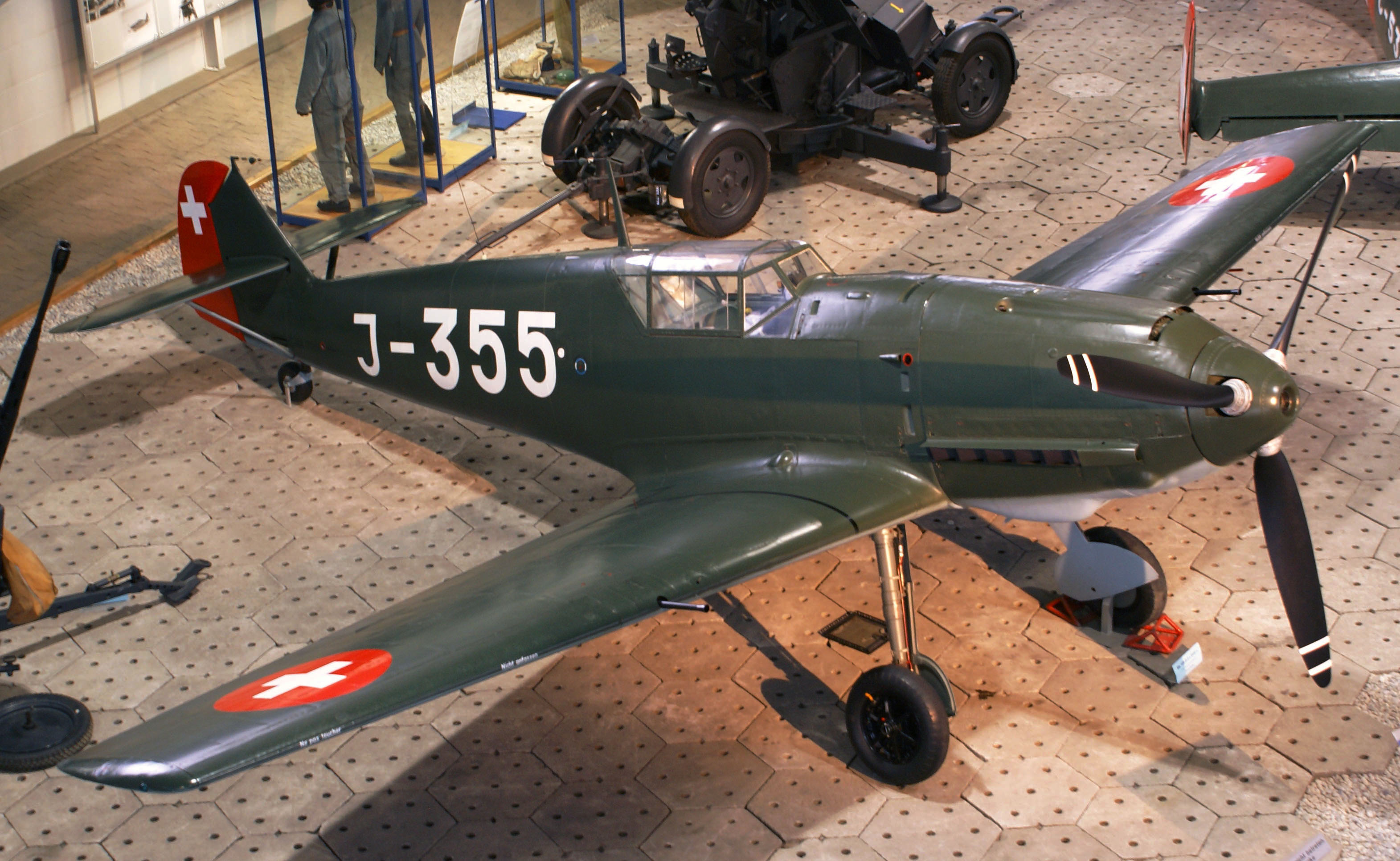
Bf 109 E-3 der Schweizer Luftwaffe

- Rockwell Grand Commander Bundesamtes für Landestopografie
- Dassault Mirage IIIS
- Dassault Mirage IIIRS
- Dassault Mirage IIIDS
- BAE Hawk
- Hawker Hunter
- Hawker Hunter T Mk 68
- FFA P-16
- N-20.2 Arbalète[8]
- N-20.10 Aiguillon
- De Havilland DH.112 Venom
- De Havilland Venom Aufklärer
- De Havilland DH.100 Vampire
- Vampire Doppelsitzerversion DH-115
- North American P-51D «Mustang»
- Pilatus P-2
- Pilatus P-3
- Fieseler Fi 156 Storch
- Messerschmitt Bf 109
- Messerschmitt Bf 108-B Taifun
- Morane-Saulnier D-3800
- Eidgenössische Konstruktionswerkstätte K+W C-36 C-3603
- Bücker Bü 131
- Bleriot XI
- Comte AC-4
- Häfeli DH-1
- Häfeli DH-3
- Häfeli DH-5
- Fokker D.VII
- Fokker C.V
- Fliegerabwehrkanone
- Oerlikon 35 mm
- BL-64 Bloodhound
- Lenkwaffe RSA
- FLORIDA-Luftraumüberwachungssystem
- SFR-Luftraumüberwachungssystem
- Flt Gt 63/69 Superfledermaus
- Zielzuweisungsradar TPS-1E
- Feuerleitradar Mark VII
- LGR-1 Radar
- Saurer M6 Funkwagen

### Simulatoren

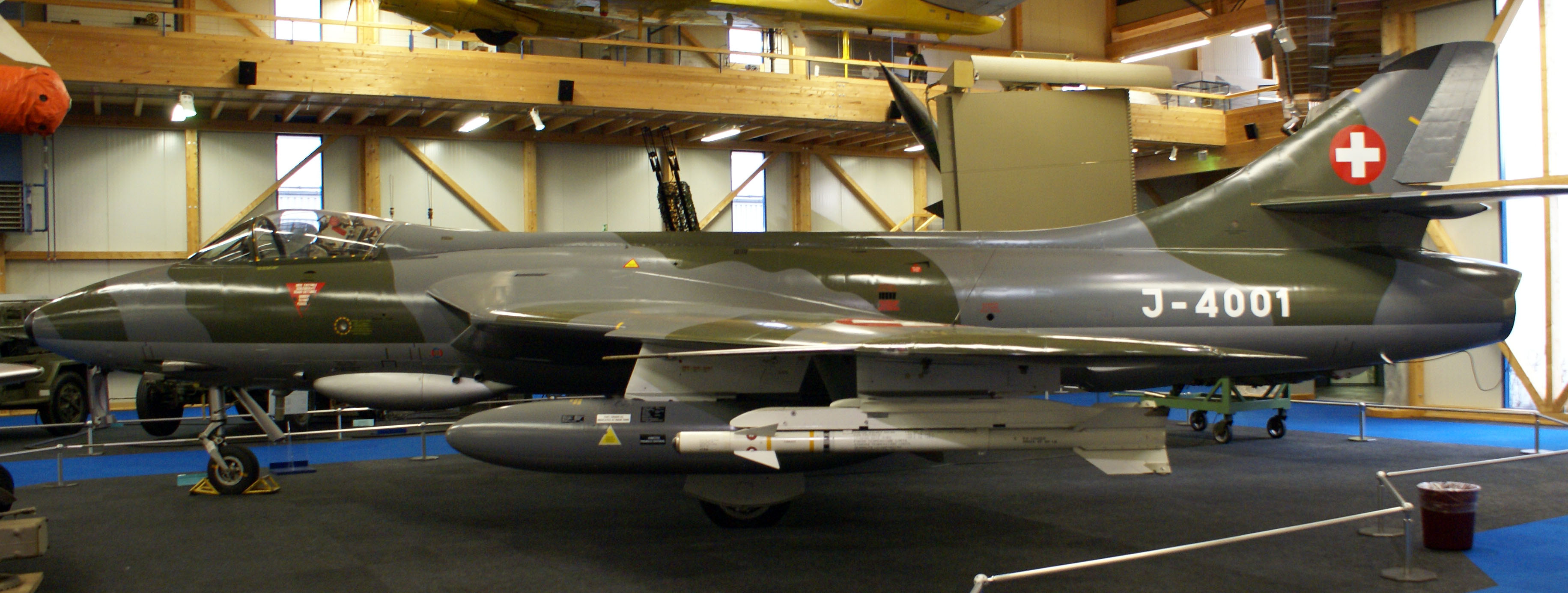
Jagdflugzeug Hawker Hunter F Mk 58 (von 1958 bis 1994 taten allein 160 Hunter ihren Dienst in der Schweizer Luftwaffe)

In der Halle 8 des Flugplatzes wurde, nachdem sich die Luftwaffe 2005 mit dem Jetbetrieb aus Dübendorf zurückgezogen hatte, ein Bereich mit Simulatoren eingerichtet; verschiedene Flugzeugsimulatoren können gebucht werden.
- Pilatus P-3
- Boeing 737
- Dassault Mirage IIIDS
- F/A-18C
- Boeing 747

### Auszeichnungen
- PRO AERO-Anerkennungspreis für besondere Leistungen der Militäraviatik, 2008